# Umut Koçin
Umut Koçin (* 2. Juni 1988 in Hamburg) ist ein deutsch-türkischer Fußballspieler kurdischer Abstammung.

## Karriere

### Vereine
Koçin, der ursprünglich aus Bingöl stammt, begann beim Hamburger Verein HT 1816 Hamburg das Fußballspielen und wechselte im Anschluss zur Jugendabteilung des Hamburger SV. Zur Saison 2006/07 kam der offensive Mittelfeldspieler zu Arminia Bielefeld, wo er vorrangig in der zweiten Mannschaft in der Oberliga Westfalen zum Einsatz kam. Nach 28 Spielen und neun erzielten Toren wurde Koçin mit Beginn der Saison 2008/09 zum damals amtierenden türkischen Pokalsieger Kayserispor in die Süper Lig transferiert. Nach zwei Spielzeiten wechselte er nach Österreich und unterschrieb beim Kapfenberger SV in der höchsten Spielklasse. Weitere zwei Jahre verbrachte er danach bei RB Leipzig, wo er im Juli 2013 seinen Vertrag auflöste.
Im Sommer 2013 wechselte er zum türkischen Zweitligisten Karşıyaka SK. Es folgten die Stationen Pazarspor und Nazilli Belediyespor.
Am 2. Februar 2015 kehrte Koçin zum Hamburger SV zurück. Er gehört dort der zweiten Mannschaft an und erhielt einen Vertrag bis zum Ende der Regionalligasaison 2014/15.

### Nationalmannschaft
Koçin bestritt zwischen 2005 und 2008 insgesamt 18 Spiele für türkischen Juniorennationalteams in den Altersklassen U-18 bis U-20. 2007 scheiterte er mit der U-19-Auswahl in der zweiten Qualifikationsrunde zur U-19-Europameisterschaft an Portugal.